# Szemsávos legyezőfarok
A szemsávos legyezőfarok (Rhipidura aureola) a madarak osztályának verébalakúak (Passeriformes) rendjébe és a legyezőfarkú-félék (Rhipiduridae) családjába tartozó faj.

## Rendszerezése
A fajt Rene Primevere Lesson francia ornitológus írta le 1830-ban. Egyes szervezetek a Leucocirca nembe sorolják Leucocirca aureola néven.

## Alfajai
- Rhipidura aureola aureola (Lesson, 1831) - Pakisztán keleti része, India északi és középső része és Dél-Nepál
- Rhipidura aureola compressirostris (Blyth, 1849) - India déli része és Srí Lanka
- Rhipidura aureola burmanica (Hume, 1880) - Banglades, Mianmar, Kína déli része, Kambodzsa, Laosz, Thaiföld és Vietnám [1]

## Előfordulása
Dél- és Délkelet-Ázsiában, Banglades, Kambodzsa, Kína, India, Laosz, Mianmar, Nepál, Pakisztán, Srí Lanka, Thaiföld és Vietnám területén honos. Természetes élőhelyei a szubtrópusi vagy trópusi száraz erdők, szavannák és cserjések, valamint vidéki kertek és városias régiók. Állandó, nem vonuló faj.

## Megjelenése
Testhossza 17–18,5 centiméter, testtömege 10–12 gramm. Vastag fekete szemsávja van.
|  |

## Életmódja
Általában repülő rovarokkal táplálkozik.

## Szaporodása
|  |

## Természetvédelmi helyzete
Az elterjedési területe rendkívül nagy, egyedszáma pedig stabil. A Természetvédelmi Világszövetség Vörös listáján nem fenyegetett fajként szerepel.